# Cynoglossum ukaguruense
Cynoglossum ukaguruense är en strävbladig växtart som beskrevs av B. Verdcourt. Cynoglossum ukaguruense ingår i släktet hundtungor, och familjen strävbladiga växter. Inga underarter finns listade i Catalogue of Life.